# WAPI
WAPI (WLAN Authentication and Privacy Infrastructure) es un estándar nacional de China para proporcionar seguridad en redes WLAN.
WAPI se basa en la existencia de una Unidad de servicio de Autenticación (ASU) centralizada, conocida por estaciones cliente y por los Puntos de Acceso (APs). La ASU ejerce de entidad certificadora que asegura la autenticación mutua. La confidencialidad se consigue mediante un mecanismo de clave simétrica y el cifrado de bloque con SMS4, un algoritmo propietario.
A pesar de los intentos de China para convertir WAPI en un estándar internacional, fue desestimado en julio de 2006 por ISO/IEC en favor de las propuestas del IEEE 802.11i, y aunque se estudia la posibilidad de que se fuerce la presencia de WAPI en los dispositivos como condición para su venta en China, hoy en día sólo se promociona en sistemas pertenecientes al gobierno chino.